# آقای پلانکتون
آقای پلانکتون (انگلیسی: Mr. Plankton؛ کره‌ای: Mr. 플랑크톤) یک مجموعه تلویزیونی محصول کره جنوبی به نویسندگی جو یونگ، به کارگردانی هونگ جونگ چان و با بازی وو دو هوان، لی یو می، اوه جونگ سه و کیم هه سوک است. این مجموعه در ۸ نوامبر ۲۰۲۴ از نتفلیکس پخش شد.

## بازیگران

### اصلی
- وو دو هوان در نقش هه جو[۱]
- لی یو می در نقش جو جه می[۱]
- اوه جونگ سه در نقش او هونگ[۱]
- کیم هه سوک در نقش بوم هو جا[۱]

### مکمل
- آن سوک هوان[۲]
- کیم مین سوک در نقش یو کی هو[۳]

## تولید

### توسعه
این مجموعه که شامل ده قسمت است، به کارگردانی هونگ جونگ چان است که قبلاً کارگردانی عدالت برای نوجوانان (۲۰۲۲) را بر عهده داشته و به نویسندگی جو یونگ است که قبلاً نویسندگی مشکلی نیست که خوب نباشی (۲۰۲۰) را انجام داده است. این مجموعه توسط بیس استوری تولید شده است.

### انتخاب بازیگران
در ۱۲ ژوئیه ۲۰۲۳، نتفلیکس از گروه بازیگران وو دو هوان، لی یو می، اوه جونگ سه و کیم هه سوک رونمایی کرد.

## انتشار
آقای پلانکتون در ۸ نوامبر ۲۰۲۴ از نتفلیکس پخش شد.